# Pietro Tincolini
Pietro Tincolini (fl. XIX secolo) è stato un architetto italiano.

## Biografia

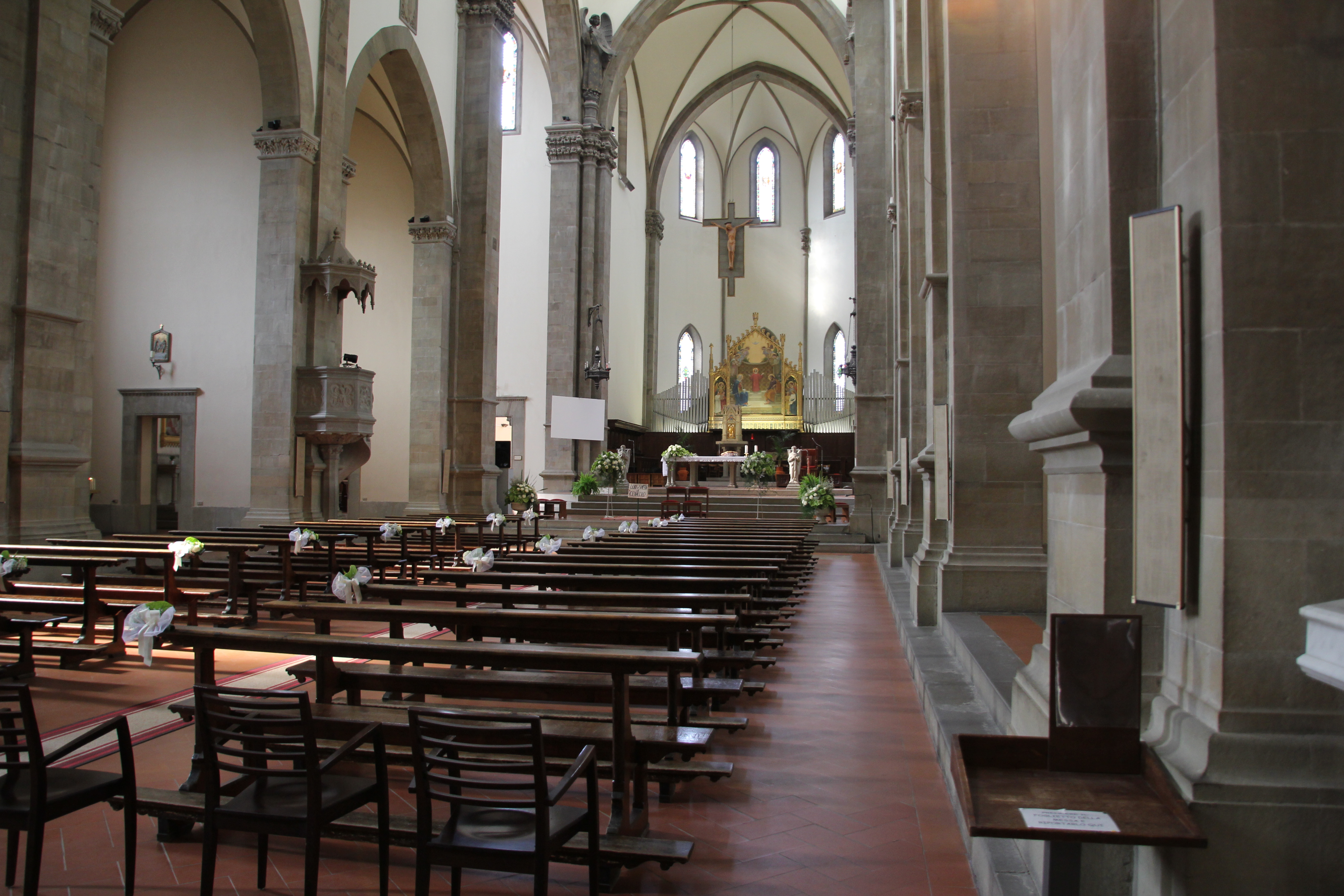
Interno della chiesa della Sacra Famiglia di Firenze

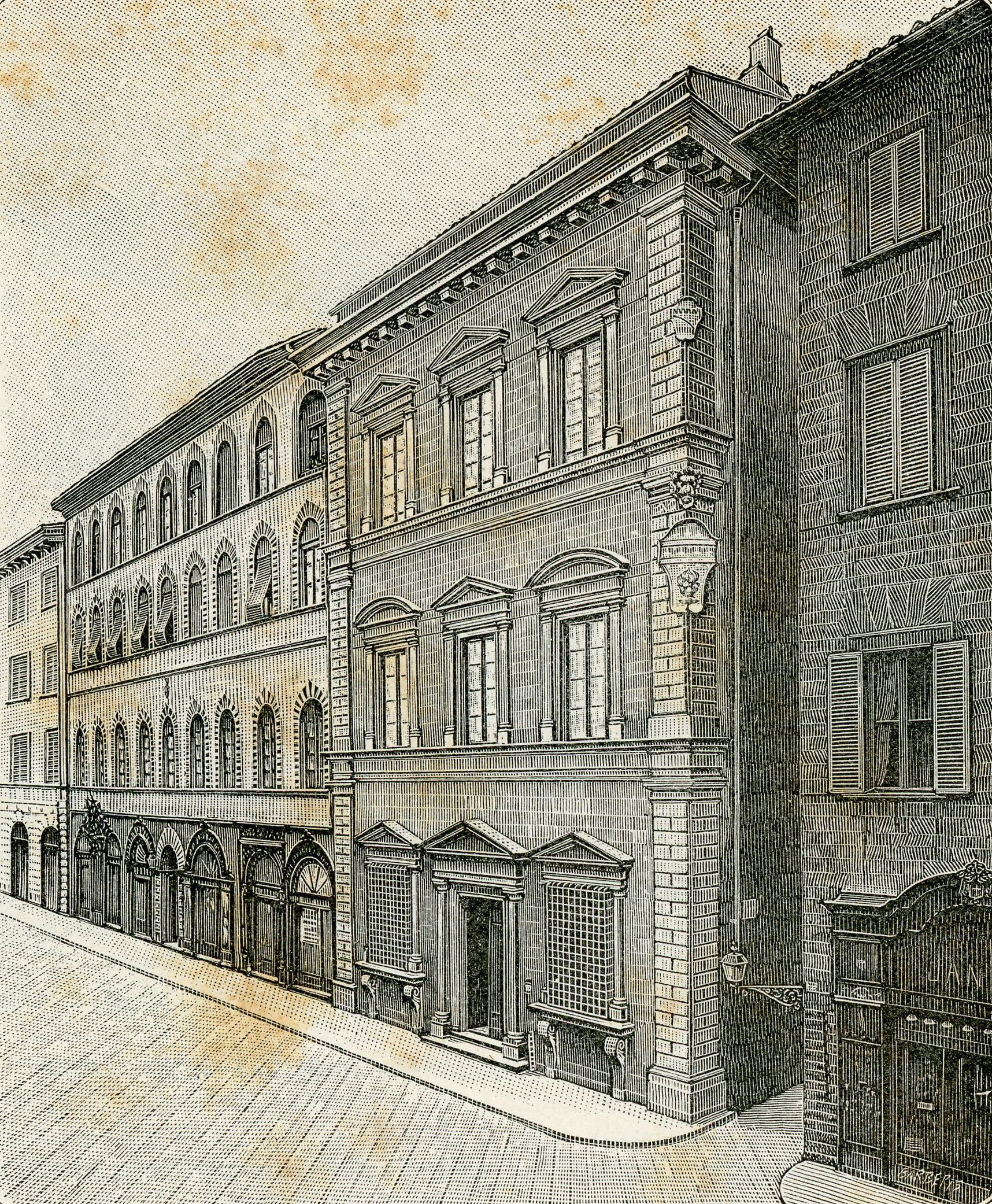
Palazzo Larderel nel 1894, in una xilografia di Giuseppe Barberis

Bolognese, professore all'Accademia di belle arti e architetto, nel 1879 Pietro Tincolini venne eletto Accademico onorario per merito all'Accademia delle Arti del Disegno di Firenze.
Negli anni 1860, su committenza del nobile pratese Pitagora Marabotti Marabottini progettò la Palazzina Marabotti Marabottini, che sarà realizzata tra il 1869 e il 1879.
Negli anni Settanta dell'Ottocento eseguì i lavori di ripristino della facciata del Palazzo Larderel, in particolare il rifacimento del portale in stile ottocentesco, pur preservando lo stile tardo-rinascimentale complessivo dell'edificio.
All'inizio degli anni ottanta, nell'ambito del piano di risanamento cittadino, Tincolini riaccese l'interesse per il rifacimento del centro di Firenze presentando tre progetti per un "reticolo viario allargato e rettilineo" volto a "favorire una più spettacolare visibilità degli antichi monumenti e per soddisfare le esigenze del grandissimo concorso di veicoli" che ormai si andava addensando nelle vie centrali.
A Bologna progettò in stile neorinascimentale il monumento funebre dell'ing. Jean Louis Protche, realizzato nel 1889 dallo scultore fiorentino E. Orlandini in Certosa.
Nel 1903 progettò la Chiesa della Sacra Famiglia a Firenze in stile neogotico.